# Mariano Samaniego
Mariano Gil Samaniego Delgado (Bavispe, Sonora, julio de 1831 - Ciudad Juárez, Chihuahua, 2 de octubre de 1905). Fue un médico y político mexicano, que ocupó el cargo de gobernador del estado de Chihuahua.

## Biografía
Originario del estado de Sonora, Mariano Samaniego se graduó el 30 de mayo de 1859 en París, Francia como médico cirujano, retornó a México y se estableció para el ejercicio de su profesión en la entonces Villa de El Paso del Norte, hoy Ciudad Juárez, población en que la residiría el resto de su vida y de la que se le llegó a considerar oriundo. Inició su actividad política como Jefe Político de El Paso del Norte durante la estancia de Benito Juárez como refugiado en la población, trabando una cercana amistad con el presidente de la república durante su estancia, en 1867 fue elegido diputado federal por el IV Distrito Electoral Federal de Chihuahua a la IV Legislatura, —que restableció el orden constitucional interrumpido por la intervención francesa— como sustituto del propio Juárez que había sido elegido diputado propietario.
Volvió a ser jefe político del Paso del Norte de 1871 a 1872 y en 1873 fue candidato a Gobernador de Chihuahua, resultado derrotado por Ángel Trías Ochoa por una diferencia de 105 votos; fue además diputado al Congreso de Chihuahua en las legislaturas II, III, VI y X. Partidario de Luis Terrazas en la política local y del gobierno de Sebastián Lerdo de Tejada se opuso a la Revolución de Tuxtepec liderada por Porfirio Díaz; en el contexto de los ataques de las fuerzas tuxtepecanas a la ciudad de Chihuahua que en varias ocasiones cambió de bando y al serle concedida una licencia al gobernador constitucional Antonio Ochoa Carrillo, fue designado gobernador de Chihuahua el 3 de octubre de 1876, fue el último gobernador lerdista de Chihuahua, pues el 5 de febrero de 1877 cesó en el ejercicio de la gubernatura al dejar la capital en manos del Gral. Juan B. Caamaño, designado gobernador por el ya triunfante Porfirio Díaz. Tras este hecho se alejó de la política y se dedicó al ejercicio de su profesión en la ciudad de Hermosillo, Sonora.
Retornó a Ciudad Juárez en 1878 y volvió a ser electo jefe político y luego ocupó la administración de la Aduana Fronteriza en dicha ciudad, ocupaba este cargo cuando el Congreso de Chihuahua lo designó por segunda ocasión gobernador del estado el 18 de agosto de 1881 en sustitución de Luis Terrazas que retornó al cargo el 18 de octubre del mismo año, en una segunda ocasión volvió a ser nombrado gobernador en sustitución de Terrazas del 6 de noviembre de 1882 al 6 de mayo de 1883; durante este último periodo ocurrió la huelga y represión armada de los obreros del mineral de Pinos Altos, considerada una de las primeras huelgas que por la mejora de las condiciones laborales surgieron en el país, Samaniego en su carácter de gobernador respaldó las medidas radicales tomadas por las autoridades locales.
Tras esta última gubernatura siguió desempeñándose como diputado al Congreso de Chihuahua durante las legislaturas XII, XIV, XVI, XX, XXIV y XXV, además de volver a ocupar la administración de la aduana fronteriza de Ciudad Juárez y haber sido el encargado de recolectar en todo el país fondos para la construcción del monumento de Benito Juárez en Ciudad Juárez, falleciendo en dicha ciudad el 2 de octubre de 1905.